# プラン・インターナショナル
国際NGOプラン・インターナショナル（こくさいNGOプラン・インターナショナル、以下、プラン）は、子どもの権利を推進し、貧困や差別のない社会を実現するために世界70カ国以上で活動する国際NGO（非政府組織）である。国連に採択された「子どもの権利条約」に基づき、すべての子どもたちが権利を享受し、本来の可能性を発揮できる世界の実現をめざし活動している。特に、差別されたり、苛酷な状況に追い込まれがちな女の子や女性への支援に力を入れている。また、長期的な地域開発を行う一方で、自然災害や紛争などの緊急事態にも迅速に対処。国連に公認・登録された組織であり、宗教や政治には、中立の立場をとる。
日本では、1983年に活動を開始。現在は「公益財団法人プラン・インターナショナル・ジャパン」として、日本国内で寄付を募り、プロジェクトを実施するだけではなく、国内でさまざまな機関、団体、企業、学校などと連携したり、開発教育やアドボカシー（市民への啓発活動や政府への働きかけ）などの活動も実施している。

## 概要
プラン・スポンサーシップという支援方法では、0歳から18歳までのチャイルドと呼ばれる子供たちと交流しながら地域の発展に役立つプロジェクトを資金面で支援する。プランが活動する国を活動国といい、プランのオフィスがある国でスポンサーが存在する国を支援国としている。2017年には活動国は51カ国で支援国は20カ国である。後述するように何らかの理由で撤退する場合もある。卒業年齢がきて自動的に対象から外れたり、地域の貧困状況改善による撤退が主な理由だが、最近は紛争、テロの影響も散見される。
殆どの先進工業国の景気後退は世界の途上国の絶対的貧困の中に暮らす人々の数が記録を更新し、財源の確保が難しい中、援助予算は削られる状況にある。リオデジャネイロの地球サミットではGNPに占めるODAの割合を0.7%にまで高める国連目標の達成を再確認したが、援助額の増額は見込薄である。
国連の総計では世界の子供たちの年間死亡者が1000万人を割ったとの報告があったが、依然として世界には1日2ドル以下での生活を余儀なくされている人が28億人であり、1分に一人の女性が妊娠や出産が原因で死亡している。7700万人の子供が学校にいけないでいる。スポンサーと呼ばれる人たちは月々3000円、4,000円、5,000円の寄附金額を選択して、学校建設などのプロジェクトを支援し、チャイルドから英語で手紙が届くことを楽しみにしていることが多いが、高齢者など英語が読めない人たちがいるので、ボランティアで日本語に訳す人たちも存在する。

### 国内決算の概要
- 収入内訳：経常収益合計 31億4969万7千円
- 支出内訳：経常費用合計 31億1394万1千円

年次報告書(2017年度) によると、事業収入は約31億円。そのうち最も大きいのが、スポンサーシップ寄付金収入で全体の約57%を占める。
支出に関しては、管理費支出は約3.7%、広報・事業関連費等を含めた経費率で約20%程度である。約80%が開発途上国における支援活動事業に使われている。

### 支援者・支援の内訳
スポンサーは女性中心である。
- 年齢別…50代23.8%、40代23.4%、60代20.4%、30代15.1%
- タイプ別…女性53%、男性22.2%、夫婦14%、家族7.5%
- 職業別…会社員41.3%、公務員9.2%、教育関係者8.1%他
- スポンサー…3万5,120人（世界:108万3,207人）
- チャイルド…3万8,103人（世界:139万2,428人）
- 年間発送されたスポンサーからチャイルドへの手紙…3万1,544通
- プランマンスリー・サポーター…1万,3764人

## 役員
1. 理事長…池上清子　長崎大学熱帯医学研究科教授、日本赤十字社理事、株式会社PSD(Partners for Sustainable Development)代表取締役社長
2. 副理事長…粗信仁　政策研究大学院大学政策研究院参与
3. 専務理事…棚田雄一　公益財団法人プラン･インターナショナル･ジャパン専務理事
4. 理事…大崎麻子　関西学院大学総合政策学部客員教授
5. 理事…金山智子　情報科学芸術大学院大学教授兼産業文化研究センター長
6. 理事…鶴見和雄　公益財団法人公益法人協会常務理事・事務局長
7. 理事…富本幾文　山口大学経済学部教授（特命）兼副学長補佐
8. 理事…長坂寿久　逗子フェアトレードタウンの会代表理事
9. 理事…半田滋　　アジア　アフリカ　インベストメント　アンド　コンサルティングPte.Ltd　ダイレクター
10. 理事…広瀬崇子　専修大学法学部教授
11. 理事…森和之　　前都市総合サービス株式会社代表取締役社長
12. 理事…湯川昌郎　元三菱商事株式会社役員待遇

## 支援している著名人
- 森星（モデル）Because I am a Girlエンジェルとして、プランが活動する途上国を訪問。女の子や女性のエンパワーメントについて発信している。
- 増田明美 （スポーツ･ジャーナリスト、大阪芸術大学教授）公益財団法人プラン･インターナショナル･ジャパン評議員。
- 角田光代（作家）プランの現地活動を訪問し、寄稿文を発表している。プランが主催する読書感想文コンクールの審査員長をつとめている。
- やくみつる（漫画家）スポンサーとして支援している。アフリカのチャイルドに会いに行ったことがある。
- 滝田栄（俳優）15年以上にわたりスポンサーとしてプランを支援してきた。2007年から評議員である。
- 須藤元気（元格闘家・作家）、チャイルドは僕の先生的存在といい、チャイルドからもらった絵は印象にのこってますとコメントしている。
- 江原啓之（スピリチュアルカウンセラーコメンテーター、作家、声楽家（バリトン歌手））15年以上支援している。
- オノ・ヨーコ（芸術家）2001年から毎年開催されているチャリティ・コンサート「Dream Power ジョン・レノン スーパー・ライヴ」の売上金から、教育機会に恵まれない世界の子どもたちの学校建設資金をドネーション。
- ペク・ジニ（女優）韓国の女優。2012年から、「プラン・コリア」の広報大使を務めている。自身もタイ、カンボジア、インドなどでボランティア活動に取り組んでいる。
- 有働由美子(元NHKアナウンサー、現フリーアナウンサー、ジャーナリスト)　NHK時代はNHK職員として中立の立場からアナウンサーとしてしか発信できなかったが、退局後の2018年8月、ウガンダを訪問し自身が支援しているチャイルドと対面した。それと同時にフリージャーナリストとしてウガンダの実態を日本に伝える事となった。[1]

## 歴史
日本では、1983年に有志により設立され、1986年に財団法人化、1988年には外務省から特定公益増進法人（スポンサーは寄付金控除の適用を受けられる）の認可を受けた。以前は、「日本フォスター・プラン協会」という名称だったが、2002年に「フォスター・ペアレンツ・プラン・インターナショナル」が「プラン・インターナショナル」に名称を変えたことから、日本での呼称を「プラン・ジャパン」とした。2011年、公益法人制度改革に伴い、公益財団法人に移行した。2016年、団体名称を「公益財団法人プラン･インターナショナル･ジャパン」に変更。

## 活動内容
保健・医療
予防接種、エイズ予防、診療所建設など
教育
学校建設、教科書・学用品支給、教師育成トレーニング、識字教室など
住居
住宅建設・修繕、井戸建設、植林、ごみ対策など
職業
職業訓練、農業技術指導、灌漑設備の建設など
権利啓発
子どもの権利啓発活動、出生登録・住民登録推進など

## 支援方法
大きく、次の5つがある。
- グローバルプロジェクト（マンスリーサポーター）ストリートチルドレンやHIV/エイズなど社会問題に取り組むプロジェクトを支援（月1,000円〜）

- プランスポンサーシップ （スポンサーシップ）スポンサーは交流する子どもの住む国や地域を指定することもできる。寄付金を提供し、支援地域の子ども(チャイルド）と文通する。（月3,000円〜）

- プラン一般プロジェクト 関心のあるプロジェクトから選んで支援する（回数・寄附額は自由）

- プラン特別プロジェクト  ひとりの個人もしくは法人・団体で、独立したひとつのプロジェクトを支援する

- 緊急復興支援 災害や紛争発生時の緊急対応やその後の復興活動を支援する。

- この他にもホームページにバナーを貼ってもらうなどの支援がある。

## 活動地域
- 東南アジア
  - インドネシア
  - タイ
  - 中国
  - フィリピン
  - ベトナム
  - カンボジア
  - 東ティモール
  - ラオス
- 南アジア
  - インド
  - スリランカ
  - ネパール
  - パキスタン
  - バングラデシュ

- アフリカ
  - ウガンダ
  - エジプト
  - エチオピア
  - ガーナ
  - カメルーン
  - ギニア
  - ギニアビサウ
  - ケニア
  - ザンビア
  - ジンバブエ
  - スーダン
  - セネガル
  - タンザニア
  - トーゴ
  - ブルキナファソ
  - ベナン
  - マラウィ
  - マリ
  - シエラレオネ
  - ニジェール
  - モザンビーク
  - ルワンダ
  - リベリア
  - 中央アフリカ共和国
  - ニジェール
  - ナイジェリア

- 中南米
  - エクアドル
  - エルサルバドル
  - グアテマラ
  - コロンビア
  - ドミニカ共和国
  - ニカラグア
  - ハイチ
  - パラグアイ
  - ブラジル
  - ペルー
  - ボリビア
  - ホンジュラス